# Placido (film 1961)
Placido  è un film del 1961 diretto da Luis García Berlanga. 
Fu candidato all'Oscar al miglior film straniero.

## Trama
Nella Spagna franchista degli anni '50 un paesino organizza una grandissima festa di Natale in cui tutti gli abitanti ricchi del paese dovranno "adottare" per una sera un povero. 
Nella sera, si svolgono una serie di eventi. Placido, il trasportatore che si occupa della fiera, deve pagare a tutti i costi le rate del suo camioncino, ma i problemi delle famiglie borghesi sono più importanti. Il povero trasportatore si trova quindi costretto a girare nelle case delle famiglie borghesi del paese. Queste ultime infatti si preoccupano  di sposare poveri vagabondi sull'orlo di morte, piuttosto che salvare appunto questi ultimi. Alla fine del film Placido, dopo una serata frenetica a bordo del suo camioncino riesce a pagare la rata del suo veicolo (unica fonte di guadagno della famiglia).

## Riconoscimenti
- 1962 - Premio Oscar
  - Candidatura all'Oscar al miglior film straniero